# Jorge Chávez Boza
Jorge Chávez Boza fue un futbolista peruano. Jugó de delantero en Atlético Chalaco en la década de 1930. 
El 8 de noviembre de 1936 sufrió una lesión en la arteria femoral por parte de Víctor Guarderas Lavalle, durante un partido amistoso entre Alianza Lima y un combinado de la División de Honor. Pese a la amputación de la pierna afectada falleció cuatro días después en la Clínica Dulanto del Callao.
En su honor el Estadio Modelo de Bellavista llevó su nombre entre 1937 y 1948, antes de ser renombrado ese último año con su denominación actual (Estadio Telmo Carbajo).

## Clubes
| Club                         | País | Año         |
| ---------------------------- | ---- | ----------- |
| Jorge Chávez                 | Perú | 1931 - 1933 |
| Alianza Frigorífico Nacional | Perú | 1934        |
| Atlético Chalaco             | Perú | 1935 - 1936 |